# Gilgai
Gilgai sind kleine, ephemere, feuchte Bodenstellen, Lachen, Wasserlöcher bzw. Seen, die sich in wannenartigen Bodenvertiefungen gebildet haben. Sie finden sich vor allem in warmen Klimazonen und werden von quellfähigen Tonböden unterlagert. Im weitergehenden Sinne werden als Gilgai sämtliche Mikroreliefformen bezeichnet, die eine aus seichten Wannen und anliegenden flachen Erhebungen bestehende Morphologie aufweisen. Gilgai sind somit eine Sammelbezeichnung für Oberflächenformen mit regelmäßigen Strukturen, die durch jahreszeitlich bedingte Feuchtigkeitswechsel entstehen.

## Etymologie
Die Bezeichnung Gilgai geht auf ein Wort aus der Sprache der Aborigines Australiens zurück und bedeutet kleines Wasserloch. Im Englischen werden sie u. a. auch als melonholes, crabholes, hogwallows or puff and shelf formations (Melonenlöcher, Krabbenlöcher, Schweinesulen, Ausblas- und Schelf-Formationen), im Französischen als mottes, mottureaux oder moutons (Charente) bzw. als truchines oder beurlins (Vendée) bezeichnet.

## Beschreibung

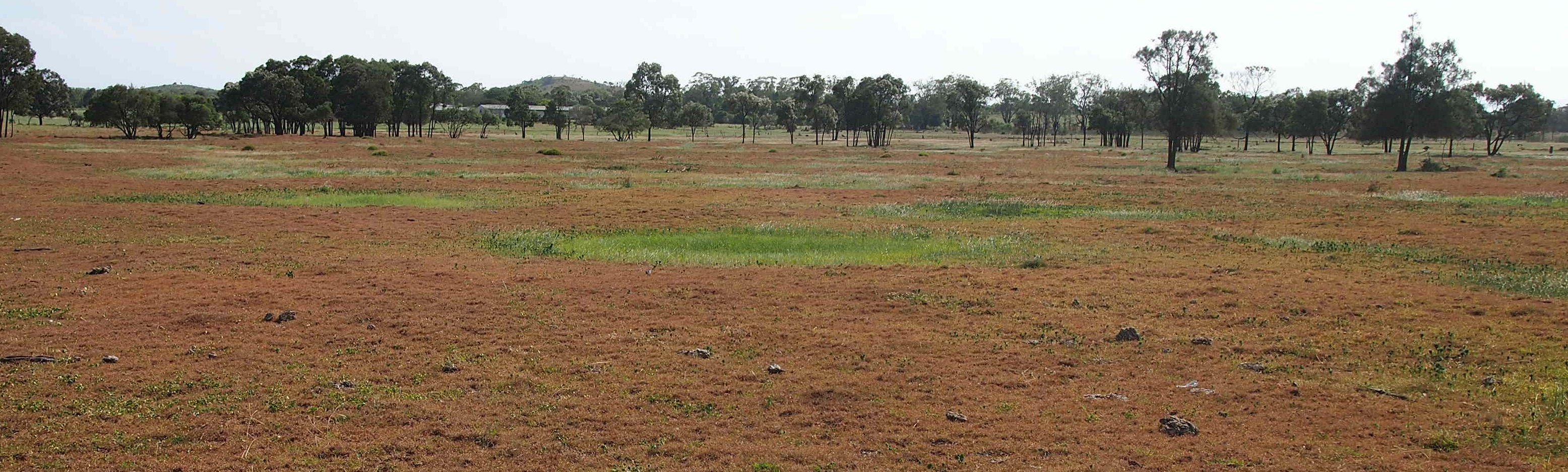
Eine Gilgai-Landschaft in Queensland

Gilgai-Seen messen gewöhnlich mehrere Meter im Durchmesser und sind weniger als 30 Zentimeter tief, in Ausnahmefällen können sie aber bis zu 100 Meter breit werden und eine Tiefe von mehreren Metern erreichen. Die Reliefunterschiede (engl. vertical interval) betragen bei Gilgai-Formen in Holland nur wenige Zentimeter, bewegen sich generell aber bei 50, 80 und 100 Zentimeter und erreichen in Queensland 180 Zentimeter. Die artverwandten Mima Mounds im Westen Washingtons zeigen sogar Reliefunterschiede von 250 Zentimeter. Gilgai-Strukturen bilden sich gewöhnlich auf absolut flacher Topographie, sie können aber auch bei relativ geringen Hangneigungen entstehen.
Im weiteren Sinne sind Gilgai aber nicht nur als negative Refiefformen (Vertiefungen) ausgebildet, sondern auch als positive Reliefformen (Anhöhen). Die grundlegenden Einzelformen variieren in beiden Fällen von kreisförmig, über elliptisch, elliptisch-langgezogen bis hin zu furchenartig bzw. wallartig langgezogen. Gilgai treten aber meist vergesellschaftet in Gruppen auf, welche einen geringen bis relativ hohen Ordnungsgrad vorweisen können. Die geordneten Strukturen können hierbei wiederum nach einer oder mehreren Vorzugrichtungen angeordnet sein. Insbesondere die unter Hangneigung entstandenen Formen liegen oft parallel zum generellen Einfallen oder legen sich quer. Manche der geordneten Strukturen besitzen teils recht komplexe Geometrien.
Im Aufriss sind die Grundformen meist halbkugelartig, wobei die Seiten flach einfallen. Bei steil einfallenden Seiten ist der obere Teil abgeflacht. Ganz analoge Formen existieren ebenso im Negativrelief.
Gilgai sind meist mit stark quellfähigen Böden wie beispielsweise Vertisol assoziiert. Die erforderlichen Niederschlagsmengen bewegen sich zwischen 150 und mehr als 1500 Millimeter/Jahr.
Letztlich verantwortlich für ihre Entstehung ist die Argilliturbation, die ihre Wirksamkeit durch wiederholte Zyklen von Aufquellen und anschließendem Schrumpfen des tonreichen Bodens entfaltet.
In Trockenperioden bilden sich Risse im Boden, die von losem Bodenmaterial wieder verfüllt werden. Bei erneutem Durchfeuchten des Bodens kann der entstehende Überdruck nicht auf die verfüllten Risse einwirken, sondern ist gezwungen seitwärts auszuweichen. Als Folge bilden sich zwischen den Rissen leichte Erhebungen und direkt über den Rissen Vertiefungen. Der Prozess erfährt eine positive Rückkoppelung, dadurch dass sich Wasser in den Vertiefungen länger hält. Durch die erhöhte Feuchtigkeit schwellen die Vertiefungen stärker als die Erhebungen, was wiederum zu weiterem Zusammenziehen und Rissbildung führt. Im Laufe der Zeit werden die Schwell-/Schrumpf-/Rissbildungsprozesse immer bedeutender, bis schließlich die Landschaft von einem sich wiederholenden Muster von Erhebungen und Vertiefungen bedeckt wird. In den Vertiefungen sammelt sich dann während der Regenzeiten das Oberflächenwasser.

## Typologie
Bereits in ihrer frühen Arbeit aus dem Jahr 1951 konnten Hallsworth und Robertson sechs prinzipielle Strukturtypen unterscheiden:
- Normale Gilgai
- Melonenloch-Gilgai
- Stein-Gilgai
- Netz-Gilgai
- Lineare oder wellige Gilgai
- Tank-Gilgai

### Normale Gilgai
Dies ist die häufigste Gilgai-Form. Sie wird durch unregelmäßig angeordnete Erhebungen und schelfartige Vertiefungen gekennzeichnet. Ihre Höhenunterschiede sind manchmal minimal und kaum zu erkennen, können aber bei einer Wellenlänge von 15 Metern immerhin bis zu 3 Meter erreichen. Nehmen die Erhebungen kreisförmige Gestalt an, so werden sie im Englischen als puffy gilgai bezeichnet. Die Böden zeigen meist eine Dreifachgliederung in A1-, A2- und B-Horizont, die aber im Zentrum der Vertiefungen oft verloren geht. Der A1-Horizont ist ein Solod (Solodischer Planosol bzw. Steppenbleicherde), die Vertiefungen bestehen aus Humusgley und der unterlagernde, von vertikalen Rissen durchzogene B-Horizont gewöhnlich aus braunen Tonen. In Aufquellgebieten (engl. puffs) kann der Unterboden direkt an die Oberfläche aufdringen.

### Melonenloch-Gilgai
Melonenloch-Gilgai bestehen aus großen Erhebungen (engl. mounds), die von recht kompliziert angeordneten, flächigen Senken (engl. shelves) getrennt werden. Die Senken besitzen ein bis zwei Abflusslöcher und sind typischerweise 1 bis 3 Meter breit und 15 bis 20 Zentimeter tief. Die Erhebungen werden von braunem Ton unterlagert, wohingegen die Senken von einer bis zu 40 Zentimeter mächtigen Lage aus dunkelbraunem bis grauen Ton überdeckt werden, die ihrerseits wiederum grauen Tonen aufsitzt.

### Stein-Gilgai
Stein-Gilgai können ihrerseits in drei Untertypen unterteilt werden:
- Kreisförmige Stein-Gilgai.
- Stufige Stein-Gilgai.
- Stein-Polygone.

Stein-Gilgai sind in den Wüsten Australien die verbreitetste Gilgai-Art. Sie ähneln sehr den in Hochgebirgen und in Polarlandschaften anzutreffenden Strukturböden (engl. patterned ground). Ihre recht breiten und flachen Erhebungen sind steinbedeckt.
Kreisförmige Stein-Gilgai zeichnen sich durch eine feinkörnige innere Vertiefung aus, die von einem leicht erhöhten Steinring umgeben wird. Die in etwa kreisförmigen Vertiefungen haben einen Durchmesser von ungefähr 3 Meter, wohingegen der Durchmesser des Steinrings bis zu 8 Meter erreicht. Kreisförmige Stein-Gilgai bilden sich bei nur minimalem Gefälle. Der Unterboden unter dem Steinring ist tonreich und besitzt eine siltige Kruste, in die Gerölle eingebettet sind. Der Boden im Bereich der Vertiefung ist in den oberen 30 bis 50 Zentimetern wesentlich sandiger, ähnelt aber unterhalb dieser Tiefe dem Boden unter dem Steinkreis mit recht häufigen, groben Klasten. Kreisförmige Stein-Gilgai bilden unregelmäßige Muster, gelegentlich entwickeln sie aber auch Netze.
Stufige Stein-Gilgai benötigen für ihre Entstehung ein Gefälle von 0,5 bis 6°. Sie gehen unter Einwirkung der Schwerkraft aus gewöhnlichen Stein-Gilgai hervor, wobei die Steinwälle in die Länge gezogen werden. Die Steinwälle auf der höhergelegenen Seite sind relative steil und liegen feinkörnigem Boden auf. An ihrer Basis finden sich oft Sinklöcher. Die Steinwälle der Talseite sind abgeflacht und vergleichsweise arm an Steinbedeckung, da ein Teil der Steine talabwärts abgeglitten ist. Sie liegen auf sandigem Boden.
Stein-Polygone (engl. sorted stone polygons) haben einen Durchmesser von 40 bis 80 Zentimeter. Sie werden von Geröllen aus Silcrete markiert, die einem Pflaster aus kleineren, von Wüstenlack überzogenen Fragmenten aufsitzen. Im Innern der Vertiefung befinden sich keine Silcrete-Gerölle mehr, wohl aber die Fragmentfraktion. Die Vertiefung besteht neben Fragmenten aus einem losen, sandigen Lehm, der den von Schrumpfungsrissen durchzogenen Tonsäulen des Unterbodens aufsitzt. Die Mächtigkeit der Lehmlage ist in der Vertiefung gewöhnlich größer als im Außenbereich der Polygone.

### Netz-Gilgai
Die Morphologie von Netz-Gilgai, engl. lattice gilgai, ist komplex. Zu ihnen zählen sowohl unterbrochene Erhebungen, die mit dem Einfallen des Geländes parallel laufen, als auch mehr zusammenhängende Formen, die netzartig nach unterschiedlichen Richtungen angeordnet sind. Ihre Vertiefungen sind bei einem Durchmesser von rund 5 Meter um 20 Zentimeter gegenüber den Trogschultern abgesenkt. Der etwas über 1 Meter mächtige Boden besteht aus schwarzem Ton, der von gelbbraunem Ton unterlagert wird. Im Bereich der Trogschultern ist sehr dunkelbrauner Ton aufgepresst, manchmal werden hier auch karbonatische Knollen und weichere Bodenabsonderungen mitgerissen.

### Lineare oder wellige Gilgai
Lineare oder wellige Gilgai sind an Gefälle gebunden, die zwischen 0,25° und 3° einfallen können. Ihre Erhebungen und Vertiefungen sind durchgängig und verlaufen im rechten Winkel zu den Geländekonturen. Bei einem Durchmesser von 4 Meter sind sie nur 5 bis 10 Zentimeter eingetieft. Während der Trockenzeit machen sie einen etwas aufgeblasenen Eindruck. Auch sie bestehen aus schwarzem Ton, der aber mit 1,5 Meter etwas mächtiger ausfällt. An den Rändern ist ebenfalls gelbbrauner Ton aufgepresst.

### Tank-Gilgai
Wie der Name erahnen lässt besitzen Tank-Gilgai, eine rechteckige, tankförmige Anordnung. Diese sehr großen Gilgai können Vertiefungen mit 10 bis 20 Meter Länge und 15 bis 20 Meter Breite aufweisen. Sie erreichen gleichzeitig immerhin eine Tiefe von 60 bis 150 Zentimeter. Ihr Inneres wird von grauem Ton unterlagert, der von einer dünnen dunkelbräunlich-grauen Tonlage abgedeckt wird. Unter den Schultern steht brauner Ton an.

## Entstehung
Knight (1980) unterscheidet vier Entstehungsmechanismen für Gilgai:
- Bodenhebung zwischen Rissen.
- Bodenhebung über Rissen.
- Schrumpfung über Rissen.
- Bodenhebung aufgrund der Auflast.

Der Mechanismus der Bodenhebung zwischen Rissen kann seinerseits in drei Untermechanismen gegliedert werden, die alle bei der Kompression des Bodens als Ausgangspunkt ansetzen:
- Die Bodenkompression führt mittels plastischen Fließens zu einer Extrusion an Bodenmaterial, das wiederum ein Anheben der Gilgai-Schultern bewirkt.
- Die Bodenkompression verursacht ein blockartiges Zerbrechen des Bodenmaterials. Eindringende Feuchtigkeit sowie nachrutschendes Material in die entstandenen Risse bauen Druck in den unter der Oberfläche liegenden Tonen auf und führen schließlich zu pultartigem Herausheben. Dies ist die wohl verbreitetste Gilgai-Erklärung.[10]
- Die Bodenkompression bewirkt Schrägaufschiebungen.[11]

Knight (1980) übt jedoch an all diesen Mechanismen Kritik wegen ihrer schwierigen, mechanischen Realisierbarkeit.
Bei der Bodenhebung über Rissen sind zwei Modelle vorhanden:
- Die Bodenhebung erfolgt durch die kumulative Ansammlung interner Schrägaufschiebungen.
- Die Bodenhebung wird durch senkrechtes, pultartiges Auffahren bewirkt. Dieses Modell geht auf Howard (1939) zurück[12] und wird von Ollier (1966) zur Erklärung von Stein-Gilgai verwendet.[4]

Der Mechanismus Schrumpfung über Rissen ist hypothetisch und stammt von McGarity (1953). Demzufolge sollen Erhebungen im Bereich zwischen den Rissen entstehen. Die Vertiefungen kommen außerhalb der Risse zu liegen und sind ein Ergebnis des aufgrund der Austrocknung absackenden Bodens.
Der Mechanismus Bodenerhebungen aufgrund der Auflast kann wieder zweigeteilt werden. Der erste Erklärungsansatz beruht auf Dichteinversionen innerhalb der Bodenschichten. Die resultierenden Ausgleichsbewegungen führen zu stellenweisem Anheben des Bodens. Der zweite Ansatz geht von verflüssigtem Boden aus, der sich entlang der Risse durch die feste Bodenschicht hindurch nach oben arbeitet.

## Bedeutung
Für die Aborigines waren Gilgais eine sehr wichtige Wasserresource, die es ihnen ermöglichte, sich auch in Landstrichen ohne ständigen Wasservorrat aufzuhalten. Später profitierten dann die ersten Siedler von den Gilgais als Tränke für ihre Viehherden. Die Einführung von Brunnen und Pumpsystemen hat jedoch mittlerweile den Wert der Gilgais gemindert. Manche Farmer betrachten Gilgais jetzt sogar oft als Ärgernis, da die mit ihnen assoziierten Erdbewegungen bauliche Infrastrukturen wie Fundamente, Straßen und Eisenbahnen in Mitleidenschaft ziehen. Die wellige Topographie ist überdies Erntemaschinen abträglich. Die jahreszeitlich auftretenden Tümpel erschweren die Kontrolle der Herden, überdies ziehen sie unerwünschte Besucher wie verwilderte Schweine und Kängurus an.
Dennoch besitzen Gilgai weiterhin große ökologische Bedeutung, da sie lebenswichtige Wasservorräte für Tier- und Pflanzengemeinschaften zur Verfügung stellen. So beherbergen die Tümpel Krebse und die umliegenden Erhöhungen Ameisen, die mittels Bioturbation die bereits bestehenden Hügel noch zusätzlich erhöhen.

## Vorkommen
Gilgai sind weltweit verbreitet, sie sind jedoch an quellfähige Tonbodenunterlagen und deutlich ausgeprägte, jahreszeitlich bedingte Trockenzeiten gebunden, welche ein Aufbrechen der während der feuchten Jahreszeit gebildeten Tonkruste zur Folge haben. Sie bilden sich häufig auf Böden, die eine stark kontrastierende Bodentextur aufweisen. Zweifellos sind sie am häufigsten in Australien, sie sind aber auch in Westeuropa, im Süden Russlands, im Nahen Osten, in Indien, in Afrika und in den Vereinigten Staaten anzutreffen.
Vorkommen im Einzelnen:
- Australien:
  - New South Wales
  - Northern Territory
  - Queensland
  - Victoria
- Frankreich
  - Charente-Maritime
  - Vendée:
    - Champagné-les-Marais
    - Saint-Denis-du-Peyré
- Indien:
  - Andhra Pradesh
- Irak[16]
- Kenia:
  - Athi-Hochebene
- Demokratische Republik Kongo:
  - Katanga – Niederung des Lufira[17]
- Malawi
- Niederlande:
  - Friesland – bei Jorwert[18]
- Puerto Rico:
  - Flussebene des Lajas
- Russland:
  - bei Rostow am Don
  - bei Stavropol
  - bei Wolgograd
- Sambia:
  - Niederung des Kafue
- Senegal:
  - bei Koundi
- Sudan[19]
- Tansania:
- Türkei:
  - bei Altınordu
- Vereinigte Staaten:
  - Alabama
  - Arizona
  - Kalifornien – Death Valley[20]
  - Louisiana
  - Minnesota
  - Mississippi:
    - Monroe County

  - Missouri
  - South Dakota[11]
  - Texas